# Kammarjunkaren
Pour plus de détails, voir Fiche technique et Distribution.
Kammarjunkaren (littéralement « le chambellan ») est un film muet suédois de John Ekman sorti en 1914.

## Synopsis
Dans un domaine à la campagne, une idylle se noue entre la fille du propriétaire terrien et un étudiant. Mais le père de la jeune fille voit cette relation d'un mauvais œil et préfère la marier à un chambellan à la Cour, beaucoup plus âgé, qui lui a fait une demande en mariage. La jeune fille décide alors de se déguiser en domestique et parvient à mettre le chambellan dans une situation compromettante. Il n'est donc plus question de mariage et les deux tourtereaux se retrouvent.

## Fiche technique
- Réalisateur : John Ekman
- Scénario : Mauritz Stiller
- Photographie : Julius Jaenzon
- Production : AB Svenska Biografteatern
- Pays : Suède
- Sortie : 14 avril 1914
- Durée : 24 minutes

## Distribution
- Clara Pontoppidan : la fille du propriétaire terrien,
- Carlo Wieth : l'étudiant
- Justus Hagman : le jagdmästare, propriétaire terrien
- William Larsson : le chambellan (kammarjunkare)
- Stina Berg : la gouvernante de la maison
- Ragnhild Ovenberg Lyche : une domestique
- Jenny Tschernichin-Larsson :  une domestique[2]